# Coleoxestia brevipennis
Coleoxestia brevipennis là một loài bọ cánh cứng trong họ Cerambycidae.